# Vinicio Gómez
Carlos Vinicio Gómez Ruiz (Guatemala-Stad, 23 oktober 1960 - Purulhá, 27 juni 2008) was een Guatemalteeks politicus.
Gómez studeerde kaakchirurgie aan de San Carlos-universiteit. Eind jaren 80 sloot hij zich aan bij de Guatemalteekse veiligheidsdienst en werd inspecteur-generaal bij de politie. Hij specialiseerde zich in misdaadbestrijding en publieke veiligheid en werd in 2007 door president Óscar Berger tot onderminister van veiligheid benoemd. In 2008 werd hij door president Álvaro Colom tot minister van binnenlandse zaken benoemd.
Gómez kwam op 27 juni 2008 om het leven toen de helikopter waarin hij op weg was naar een internationale conferentie in Villahermosa neerstortte in het departement Baja Verapaz. Ook viceminister Edgar Hernández en twee piloten overleefden het ongeluk niet.